# Гийом Батс
Гийом Батро, наричан още Гийом Батс (на френски: Guillaume Bats), е френски хуморист.

## Биография
Гийом Батс е роден на 14 април 1987 г. в Реймс, в региона Шампан-Арден. Роден е с болестта на стъклените кости. Той не познава баща си, а майка му го настанява в социален дом, когато е едва на една година (не я вижда отново до 15-годишна възраст). Той има брат (двуяйчен близнак, който не е засегнат от това заболяване) и полубрат. Той остава в ясла за сираци до 4-годишна възраст, след което е преместен в сиропиталище, където прекарвал делничните дни, а уикенда отивал в приемно семейство. На 7-годишна възраст той остава в приемно семейство за постоянно, но се налага да го напусне две години по-късно. След престой в семейство, което той счита за не особено любящо, той е приютен от по-възрастна жена, чиито деца са вече пораснали. Той я смята за своя „майка по сърце“, а децата ѝ – за чичовци и лели.
В продължение на дванадесет години той участва в аматьорски представления, по-специално в Младежкия културен център на Монтмирей в Марн, където научава основите на тази професия. Завършва бакалавър по литература през 2007 г. в съседния град Сезан, а на следващата година се премества в Париж, за да продължи висшето си образование в Нова Сорбона. Същевременно той използва възможността да разработи първите си скечове.
Той подгрява за няколко комици от френската сцена: Антъни Кавана, Жан-Мари Бигард или дори граф Будербала.
В началото на 2014 г., в допълнение към собствените си парижки и провинциални представление, той подгрява на турнето на Зенитите на Джери Ферари. Преживяване, което двамата комици вече са успели да изпитат в Цикадата, Казино де Париж и зала Олимпия, между февруари и май 2013 г.
От 2018 г. той играе сам на сцена в спектакъл, наречен „Извън рамката“ (на френски: Hors cadre) и продуциран от Жереми Ферари и Ерик Антоан.
От края на септември 2017 г., той играе в театър „Република“ (на френски: Le République), ново име на театър Подземието на Републиката (на френски: le Caveau de la République), намиращ се на Площада на Републиката в Париж. Той продължава редовно да прави представления в цяла Франция, но също и да подгрява на други комици като Верино и Жари. В края на ноември 2017 г. и през декември същата година той подгрява в четири представления на Михаел Грегорио, в Олимпия, от общо шестнадесетте планирани участия на артиста.
От октомври 2017 г. участва в телевизионното предаване Отворен Бар (Open Bar), програма, представена от Лоран Бафи и излъчваща се всяка събота вечер от 22:00 часа, по безплатния телевизионен канал Л'Енорм ТВ (на френски: L'Énôrme TV), където разиграва различни скечове.

## Филмография

### ТВ предавания
- 2011 Телетон във Франция (на френски: Téléthon en France), France 2
- 2012 Питаме само през смях (на френски: On n'demande qu'à en rire), France 2
- 2012 Шоу ONDAR (на френски: ONDAR Show), France 2
- 2012 Намирате ли това за нормално?! (на френски: Vous trouvez ça normal ?!), France 2
- 2012 Нощта е наша (на френски: La nuit nous appartient), NRJ 12
- 2012 Фестивалът на комедията в Монтрьо (на френски: Montreux Comedy Festival), France 4
- 2013 100% маг (на френски: 100% mag), М6
- 2013 Списание за Здравето (на френски: Le Magazine de la santé), France 5
- 2014 66 минути (на френски: 66 minutes), М6
- 2014 Здравейте Земляци (на френски: Salut les Terriens), Canal +

### Телевизионни сериали
- 2017 Hero Corp
- 2018 Домакинска сцена Окачване на гирлянди за Коледа! (на френски: Scène de ménage Ça s'enguirlande pour Noël!)
- 2020 До зори (на френски: Jusqu'à l'aube), сезон 1 епизод 8 – Проклятието на съкровището (на френски: La Malédiction du trésor) играе сам себе си

### Питаме само през смях
През декември 2011 г. той се появява в скеча Дядо Коледа пред големите магазини (на френски: Père Noël devant les grands magasins) на Уоли Диа, за шоуто Питаме само през смях на Лоран Рукиер по телевизия France 2. Той се завръща като гост-звезда през март 2012 г. в скеча на Ласкар Гай.
Той също така участва в скеча на Жереми Ферари Осиновяване за начинаещи (на френски: L'adoption pour les nuls), където получава максималния резултат (100/100).
След това той стартира соло в същото предаване, правейки две изяви там, в съавторство с Жереми Ферари.